# Boophis ankaratra
Boophis ankaratra is een kikker uit de familie gouden kikkers (Mantellidae). De soort werd voor het eerst wetenschappelijk beschreven door Franco Andreone in 1993. De soort behoort tot het geslacht Boophis.

## Leefgebied
De kikker is endemisch in Madagaskar. De soort komt onder andere voor in nationaal park Andringitra en rond Ankaratra op een hoogte van 1200 tot 1800 meter boven zeeniveau, mogelijk hoger.